# Олехово (Вологодский район)
Олехово — деревня в Вологодском районе Вологодской области.
Входит в состав Кубенского сельского поселения, с точки зрения административно-территориального деления — в Кубенский сельсовет.
Расстояние по автодороге до районного центра Вологды — 32 км, до центра муниципального образования Кубенского — 2 км. Ближайшие населённые пункты — Губино, Клокуново, Ширяево, Куровское, Алёшино, Кашкалино, Вецкое, Погост Воскресенье, Коншино, Ермолино, Кубенское.
По переписи 2002 года население — 2 человека.